# Ludmila Bášová

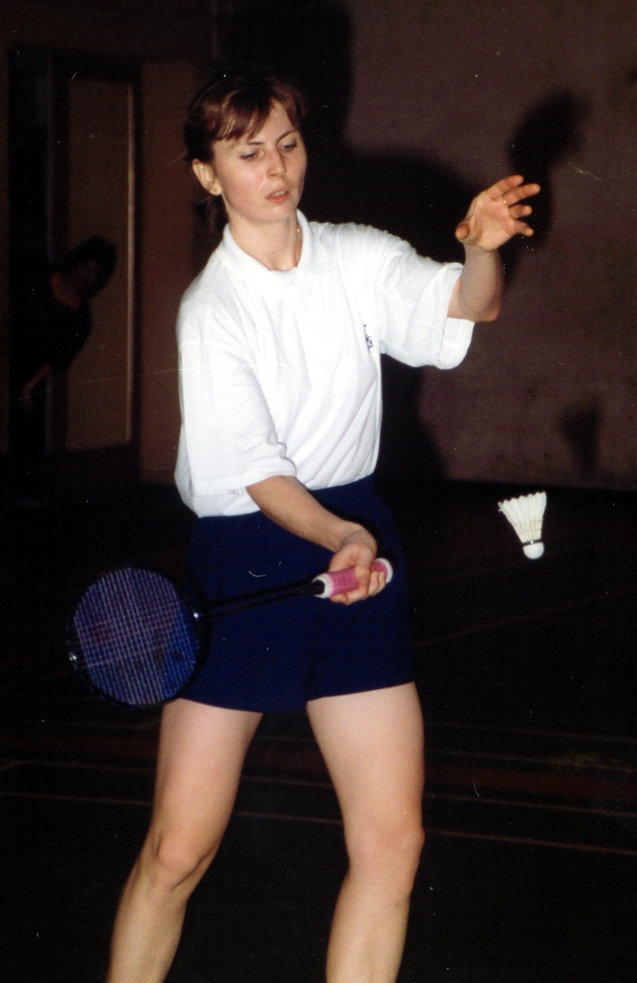
Lída Bášová 1994 in Tröbitz

Ludmila "Lída" Bášová (* 23. April 1968 in Hradec Králové als Ludmila Šimáková) ist eine ehemalige tschechische Badmintonspielerin.

## Karriere
Ludmila Bášová nahm an mehreren Europameisterschaften und an den Weltmeisterschaften 1991 und 1999 im Badminton teil. Bei der WM 1991 scheiterte sie im Doppel mit Jitka Gasparová in der dritten Runde im Kampf um den Einzug ins Achtelfinale an Kimiko Jinnai und Hisako Mori aus Japan. 1999 unterlag sie mit Markéta Koudelková nach gewonnenen Auftaktkampf gegen Marie-Helene Pierre und Selvon Marudamuthu aus Mauritius den Holländerinnen Erica van den Heuvel und Lonneke Janssen. Ihren ersten tschechoslowakischen Titel in den Einzeldisziplinen gewann sie während ihres Studiums in Prag zusammen mit Alena Horáková 1992. Nach ihrer Heirat mit Petr Báša 1993 und der Geburt ihrer gemeinsamen Tochter Alžbětka, die mittlerweile ebenfalls Erfolge auf nationaler Ebene im Badminton feiert, wechselte sie 1994 zum Niederlausitzer Verein BV Tröbitz in die deutsche Badminton-Oberliga. Bei den folgenden tschechischen Meisterschaften lief sie im Damendoppel mit Markéta Koudelková zur Hochform auf. Von 1997 bis 2000 gewannen beide vier Titel in Folge. Überhaupt war diese Zeit eine sehr erfolgreiche für das Ehepaar Báša. Auch Petr gewann von 1997 bis 1999 drei tschechische Doppeltitel in Folge: 1997 gemeinsam mit Tomasz Mendrek sowie 1998 und 1999 mit Zdeněk Musil.
Die Familie Báša wohnt auch heute noch in Hradec Králové und fördert die Badmintonkarriere von Tochter Alžběta.

## Referenzen
- René Born: 1957–1997. 40 Jahre Badminton in Tröbitz – Die Geschichte des BV Tröbitz e.V. Eigenverlag, 1997, 84 Seiten.
- René Born: Badminton in Tröbitz (Teil 1 – Die Anfänge, die Medaillengewinner, die Statistik). Eigenverlag, 2007, 455 Seiten.

| Personendaten    | Personendaten                                   |
| ---------------- | ----------------------------------------------- |
| NAME             | Bášová, Ludmila                                 |
| ALTERNATIVNAMEN  | Šimáková, Ludmila; Bášová, Lída; Šimáková, Lída |
| KURZBESCHREIBUNG | tschechische Badmintonspielerin                 |
| GEBURTSDATUM     | 23. April 1968                                  |
| GEBURTSORT       | Hradec Králové                                  |